# Godafton Sverige

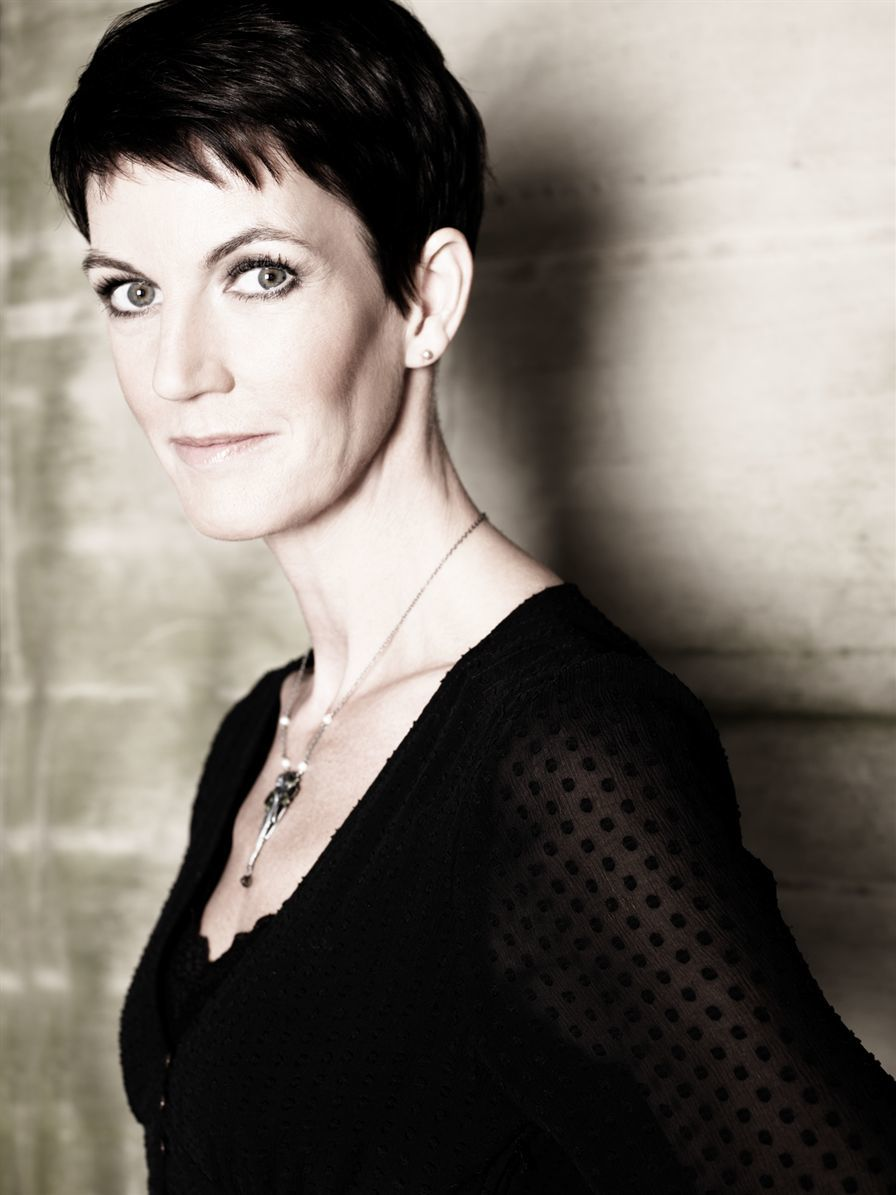
Kajsa Ingemarsson

Godafton Sverige var ett satiriskt nyhetsprogram som sändes i TV3 i två säsonger under 2003 och 2004. Programidén var att servera veckans nyheter med en skruvad vinkel.
Programledare för den första säsongen var Claes Åkeson. När det var dags för säsong två tog Kajsa Ingemarsson över programledarrollen. I en intervju i Aftonbladet sa hon: "Tidigare har 'Godafton Sverige' haft en något grabbig slagsida. Det har varit för mycket killar i peruker. Min erfarenhet är att det lyfter programmet om det finns både killar och tjejer i produktionen."
Övriga medverkande var bland annat Henrik Hjelt, Mikael Tornving, Fredrik Birging, Birgitte Söndergaard, Sussie Eriksson och Peter Settman.
Programmet lades ner efter två säsonger, av ekonomiska skäl. "Vi är jättenöjda med 'Godafton Sverige'. Men det är kostsamt för oss att göra det här just nu. Det är dyrt att ha en etablerad ensemble som jobbar med aktualiteter" sa TV3:s programchef Calle Jansson. 